# 川﨑裕子
川﨑 裕子（かわさき ゆうこ、9月9日 - ）は、日本の俳優。
東京都出身。

## 来歴
母の勧めで劇団若草に所属、中学生からTV・舞台に出演した。当時は『新・座頭市』他、京都での時代劇撮影に参加した。
舞台は東宝ミュージカル「アニー」（日生劇場）の初演、他に出演。
一時期、関西での舞台出演が続き、大阪弁を習得。大阪が大好きになる。その時初めてお笑い芸人と舞台で共演、その後お笑いに目覚める。
1994年 - 2002年、女3人でコント「風流三昧」を始め、石井光三オフィスに所属した。
「おジャ魔女どれみ」シリーズに試験管魔女モタで出演。川崎ユウコと表記していた。

## 人物
- 趣味：スキューバダイビング、住宅拝見TV、古い建物鑑賞、美術鑑賞、ネタ写真撮影
- 自動車免許、中型二輪免許、乗馬五級、スキューバNAUI・OW1
- 特技：大阪弁

## 出演

### CF
- 江崎グリコ「牧場しぼりアイスクリーム」CF・HP（2007年） - 石原さとみさんのそっくりさん
- テクモ・ニンテンドーDSゲームソフト「DS西村京太郎サスペンス 新探偵シリーズ「京都・熱海・絶海の孤島 殺意の罠」」HP（2007年） - 体験者
- 民主党・Mプロジェクト「変えていく力」　CF・HP・VP（2007年） - 決断する主婦
- 本田技研工業 VP（2007年） - メイン愛用者
- ヤーマン「ホギンス」 CF・HP・スチール（2008年） - メイン愛用者
- キッコーマン醤油・VP（2008年） - 母親 役
- 江原道・ショップチャンネル・スキンケア愛用者コメント（2010年） - メイン愛用者
- サイサン「ウォーターワン」 CF・HP（2011年）
- セントラルスポーツ（株）「セントラルウェルネスクラブ成瀬OPEN」 CF（2011年） - メイン愛用者
- 双日コスメティック「ナチュレシア・クロノリ」　スチール・HP（2012年） - メイン愛用者
- サントリーウエルネス「ラクテクト」 CF（2013年） - メイン愛用者
- MTG「フェイシャルフィットネス・PAO」　CF・スチール・HP（2014年） - 体験者
- WOWOWドラマ・映画「予告犯」　WEB・CF （2015年）
- トヨタ自動車 店頭PV（2015年） - 愛用者
- 代々木ゼミナール「代ゼミ、合格改革。」　 編 CF・HP（2016年） - 芳根京子さんの母親
- カーブス CF・HP（2016年） - メイン愛用者
- ニッピコラーゲン「スキンケアクリームナノ」　CF・HP（2016年） - メイン愛用者
- 明治乳業 宅配 CF・HP（2016年） - 母親
- JAバンク「年金友の会」 スチール （2018年）
- 武田コンシューマーヘルスケア 「緑の習慣」 CF（2018年） - メイン愛用者
- セブンイレブン VP 従業員 役	（2018年）
- 郵便年賀.jp 「年賀状/ハイ・ポーズ！篇」 Web・CF（2018年） - 母親
- 新日本製薬「ヨクイニン錠」 CF・スチール（2018年） - 愛用者
- サントリーウエルネス・セサミンEX 「気になる見た目」編 CF（2020年） - メイン愛用者
- ジャパンクリエイト 「パートナー編」 CF（2020年） - メイン大阪のおばちゃん
- セコム「みまもりフォン」 CF・スチール（2020年） - メイン愛用者
- ファンケル「内脂サポート」 CF（2020年） - メイン愛用者
- ユーシーピージャパン 「イーケプラ」 VP（2020年） - 患者
- 日本イーライ・リリー 糖尿病患者再現 VP（2020年） - メイン患者
- エスペランサ　「喧嘩道」 CF（2021年） - 芸能リポーター
- 健康コーポレーション　「B-Ago」　顎専用美顔器 CF（2021年） - 愛用者
- 大塚食品「マンナンヒカリ」 Web・CF（2021年） - 愛用者
- DMM.com 「終活ねっと」 CF（2021年） - メイン愛用者
- 東京メトロ CF（2021年） - 石原さとみさんに道を尋ねる親子・娘
- 小林製薬サラシア100 CF（2022年） - メイン愛用者
- 日本ピザハット PV（2022年） - 従業員
- 星野リゾートウェディング HP（2022年） - 新郎母 役・新婦母
- chocoZAP CF - 体験者（2022年）
- TBS通販「ディープアタッカーPRO」 CF（2022年） - メイン愛用者
- 真空マシン「フォーサ」 CF - 体験者（2022年）
- 三井住友カード SMBCモビット「頑張る人への呼びかけ」編 CF - コロッケ屋のおばさん（2023年）
- JAバンク「暮らしのあしたもよろしく」編 CF（2023年） - 農家のマキさん
- ウーバーイーツ「お正月もウーバーイーツでいいんじゃない」編 CF（2024年） - 祖母

### 映画
- 『姉妹坂』（1985年、大林宣彦監督） - 保育士
- 『IKARIDA～脱獄・隣の住人』（2011年、楠美聖寿監督） - 丸山芳子
- 『BROKEN・ブローケン』（2012年、ライオーン・マカヴォイ 監督） - ヒロインの母 和子
- 『ハルを探して』（2014年、尾関玄監督） - ヒロインの叔母　小谷明子[3]
- 『残穢 -住んではいけない部屋-』（2015年、中村義洋監督） - 炭鉱夫の妻[4]
- 『真夏の恋』（2017年、中原智治監督） - 主人公の母 光子[5]
- 『KEY』（2019年、鯨岡弘識監督）
- 『黒崎くんからの招待状』（2019年、村橋明郎作・監督） - クラブのママ ゆかり[6]
- 『総理の夫』（2020年、河合勇人監督）  - ひよラー[7]
- 『走馬灯オーデション』（2020年）
- 『死ぬか生きるか』（2021年、村橋明郎監督）
- 『甘い夏』（2021年、村田信男監督）
- 『夜を走る』（2021年、佐向大監督） - 新興宗教の信者[8]
- 『フィフティーズ』（2021年、村橋明郎監督） - 佐伯礼子[9]
- 『SUMMER LIBRE』（2023年、佐向大監督） - フランチェスコ
- 『中山教頭の人生テスト』（2025年6月、佐向大監督） - 先生

### TV
- 『新・座頭市』第2シーズン2話「目なしだるまに春が来た」 - おくみ[10]
- 『リアル・クローズ』（フジテレビ） - 清掃主任
- 『総合診療医ドクターG』・第8シリーズ第10回 ずっと肩が痛い編（NHK） - 主演
- 台湾ドラマ『紫色大稻埕』 （三立電視） - 日本人の奥様
- 『クイズやさしいね』（フジテレビ） - 優しい先生
- 『バイキング』（フジテレビ）
- 『ドラマちっくニュース』（日本テレビ）
- 『踊る!さんま御殿!!』（日本テレビ） - 母親
- 『野武士のグルメ 第9話 さすらいのイタリアン』（Netflix）
- 『世界まるなげ旅行社』 リオデジャネイロ・オリンピック取材リポート （中京テレビ）
- 『どっち!?センス』 バラエティ（CBCテレビ） - 仕掛け人の霊媒師川﨑さん
- 『キャリア』（フジテレビ）
- 『あらすじ名作劇場 鼻・芥川龍之介』（BS朝日）
- 『放送禁止　ワケあり人情食堂』（フジテレビ、長江俊和監督） - 主演・心さん [11]
- 『スッキリ ・田舎暮らしの教科書・1』・『スッキリ・ 田舎暮らしの教科書・2』（日本テレビ） - 主演
- 『逆転人生』（NHK） - 主人公の母親 役・コロッケ屋のおばさん 役
- 『中居正広の金曜日のスマイルたちへ』丸山桂里奈（TBSテレビ）
- 『ザ!世界仰天ニュース』甲子園ネタ（日本テレビ） - 精神科医 役
- 『ザ!世界仰天ニュース』11億円横領事件・岸田蓉子（日本テレビ） - 主演岸田蓉子

### MV
- Official髭男dism 『What's Going On?』（2016年） - 怖い銭湯の女将 役
- カスタマイZ 『COOLEST』 TVアニメ「坂本ですが?」主題歌（2016年） - 給食のおばさん

### 舞台ライブ
- 岸田理生フェスティバル・青蛾館『恋火』（2009年、こまばアゴラ劇場） - 身毒丸・撫子
- 花傳シアターカンパニー『艶麗の猛き影花』（2009年、東京芸術劇場・小劇場、作・演出・岡田圓） - 海の魔女
- ゲキ塾。『忠臣ぐらっちぇ』（2012年、笹塚ファクトリー、原作・立川志の輔／作・演出・かわのをとや） - 呉服屋女将 お静
- システマユニット『システマユニット・毎月ライブ』（2012年-2013年、下北沢ピカイチ） - 作・演出・出演
- システマユニット『システマユニット・ライブ』（2013年、ラ・ドンナ原宿） - 作・演出・出演
- P&Aプロデュース『１５～結びの譜～』（2019年、新宿シアター・ミラクル 、作・演出 高梨由） - 主人公の母 好田伊知子
- ぶたのちょきんばこ『哀たくて』（2021年、テアトルBONBON、作・演出 野依健吾） - ヒロインの母 幸子

### ラジオCM
- パナソニック 『VIERA携帯 P-01A・体験シリーズ・川崎さん編』

### 雑誌
- いきいき『通販コスメ』タイアップページ（2009年）
- いきいき『花王レディセルフ』タイアップページ（2009年）
- 主婦と生活社・週刊女性・ネイチャーラボ『アクネスラボ 炭酸ガスパック』タイアップページ（2011年）

### アフレコ会社紹介
- ケーズデンキ『新卒採用・ケーちゃんが行く！店舗は何してるん？』（2021年） - ケーちゃん
- ケーズデンキ『新卒採用・ケーちゃんが行く！本社は何してるん？』（2023年） - ケーちゃん

### DVD
- 『呪いのビデオ・身代わり』他 多数
- 『心霊闇動画7・8』
- 『闇動画12・13』
- 『お見舞い』「病院の受付」編 - 事務員役「病院の廊下」編 他

## 出演（お笑いタレント）

### TV
- 『素敵な土曜日・クリスマス編～女３人のクリスマス』（1994年、NHK BS-2）
- 愛の劇場『あした家族になあれ』（1995年、TBSテレビ）
- 『さむらい探偵事件簿』（1996年、日本テレビ）
- 『テレビ月刊誌 彩の国』10月号（1996年、テレビ埼玉）
- 『テレビ月刊誌 彩の国』12月号（1997年、テレビ埼玉）
- 『たかじんナオコのシャベタリーノ』（1997年、TBSテレビ）
- 『TVじゃんブレイク』（1997年、よみうりテレビ）
- 『金曜TVの星・赤っ恥大賞』（1997年、TBSテレビ）
- 『小堺君の面白お台場亭』（1997年、フジテレビ）
- 『ウモクビ』（1997年、フジテレビ）
- 火曜ワイドSP『お笑いモノマネ歌合戦』（1997年、フジテレビ）
- 正月特番『すし！丼！ラーメン！日本全国三大美味～SP』（1998年、TBSテレビ）
- 正月特番『すし！丼！ラーメン！日本全国三大美味～SP』（1999年、TBSテレビ）

### アニメ
- 『おジャ魔女どれみ』（1999年、ABCテレビ） - レギュラー・試験管魔女モタ
- 『おジャ魔女どれみ♯（しゃーぷっ）』（2000年、ABCテレビ）
- 『も〜っと! おジャ魔女どれみ』（2001年、ABCテレビ）
- 『おジャ魔女どれみドッカ～ン!』ドラマCD（2002年、ABCテレビ）

### CDドラマ
- 劇場版『おジャ魔女CDくらぶ その３ おジャ魔女❤ハッピッピ❤ドラマシアター!!』（1999年）

### ゲーム
- プレイステーション版「おジャ魔女どれみドッカ～ン! にじいろパラダイス」（2002年）

### ラジオ
- TBSラジオ『赤坂お笑いD・O・J・O』（1994年） - ゲスト
- 有線放送　おしゃべり放送局『風流三昧の２針多く縫っときました』（1995年） - レギュラー
- エフエム東京『花のOL劇場』（1997年） - レギュラー主役・花子 役

### 雑誌
- お笑いFREAKS A GOGO 爆笑王「風流三昧の恋愛クリニック」連載（1998年～、双葉社）
- Maru Maru (マルマル)「風流三昧のおじゃま三昧」連載（1998年～、ナイタイ社）
- Mannish (マニッシュ) （1998年～、双葉社）他

### CF
- イナバ物置・高級物置ナイソー・CF（1997年）
- タニタ体重計CF（1997年）
- ピップエレキバン内服液・店頭PV（1999年）

### ラジオCM
- 旅館・藤よし

### ライブ
- 新人コント大会（1994年、渋谷La.mama）
- コント大会 準優勝（1994年、スーパービーチ三浦）
- 森脇健児ライブ「白銀の恋」（1995年、渋谷BEAMS）
- 笑ギャラリー（1995年、Dプラッツァ）
- コントライブ（1996年、渋谷シアターD）
- 風流三昧単独ライブ「お名刺いただけますか？」（1998年、六本木アトリエフォンテーヌ）
- 風流三昧単独ライブ「どよめきメモリアル」（1998年、渋谷シアターD）

### その他
- 神奈川情報専門学校 特別講師（1996年）
- チャーリーモーション「銀座・オーロラヴィジョン・VTRレギュラー」（1997年）